# Andrena rugosa
Andrena rugosa is een vliesvleugelig insect uit de familie Andrenidae. De wetenschappelijke naam van de soort is voor het eerst geldig gepubliceerd in 1891 door Robertson.